# 176
176 (CLXXVI, na numeração romana) foi um ano bissexto do século II, do Calendário Juliano, da Era de Cristo. Com as letras dominicais A e G, teve início num domingo e terminou numa segunda-feira.
| Ano completo                       |
| ---------------------------------- |
| Ano bissexto com início ao domingo |